# Несторианство
Несторианството е направление в християнството, което се отделя от православието след Ефеския събор през 431 година. Наречено е на Несторий, сирийски духовник, който по това време е патриарх на Константинопол.
Привържениците на несторианството смятат, че личността на Исус Христос обединява две самостоятелни природи – човешка и божествена. Поради това те отричат наименованието Богородица, тъй като смятат Мария за майка само на човешката форма на Христос, а не на божествената му същност. Те смятат също, че само човешката природа на Христос страда при Разпятието, докато божествената е всемогъща и остава незасегната от него.
В периода до разпространението на исляма през VII век несторианството е преобладаващият клон на християнството в Близкия изток, най-вече в Сирия и днешен Ирак (Мосул). Несториански мисионери разпространяват християнството на изток в Иран, Индия, Централна Азия, Монголия и Китай. То става една от основните религии в Кара Китай. Днес най-голямата несторианска общност е Асирийската църква в Близкия изток.